# David Cholmondeley

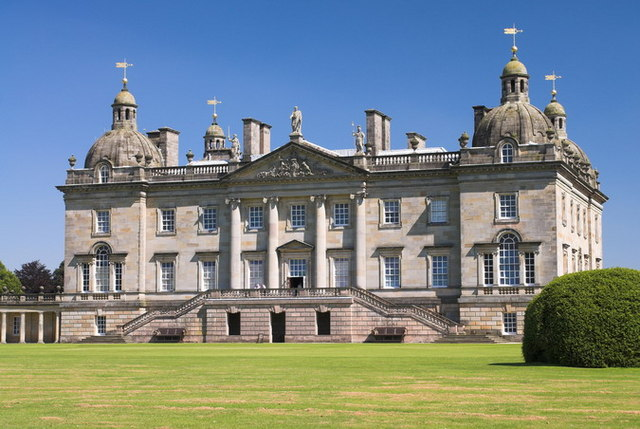
Houghton Hall

David Cholmondeley, 7e marquis de Cholmondeley, né le 27 juin 1960 à Houghton (en), est un noble britannique. Il est membre de la Chambre des lords et lord-grand-chambellan de 1990 à 2022.

## Famille
Issu de la noblesse anglo-normande, comprenant les baronnets Cholmeley (en) et les barons Delamere, le marquis est fils de Hugh Cholmondeley (6e marquis de Cholmondeley) (1919-1990) et de sa femme Lavinia Leslie, fille du colonel John Leslie, DSO, MC, DL et le petit-fils de George Cholmondeley (5e marquis de Cholmondeley) et de sa femme Sybil Sassoon, petite-fille d'Albert Sassoon. Il est également un descendant direct de Robert Walpole.

## Biographie
Il fréquente le collège d'Eton, avant de poursuivre ses études à la Sorbonne à Paris.
Chef de famille noble et propriétaire du château de Cholmondeley, il est réalisateur et directeur de diverses entreprises.
Il hérite en 1990 des titres de son père dans la pairie du Royaume-Uni comme 7e marquis de Cholmondeley ; il siège à la Chambre des lords et exerce la fonction ex officio de Lord grand chambellan.
En 2007, il est nommé chevalier commandeur de l'ordre royal de Victoria.

### Mariage et enfants
Le 24 juin 2009, David Cholmondeley se marie avec Rose Hanbury.
Le marquis et la marquise, qui habitent à Houghton Hall dans le Norfolk, ont trois enfants :
- Alexander Hugh George Cholmondeley, comte de Rocksavage, né le 12 octobre 2009 ; héritier apparent aux titres du marquis de Cholmondeley[1].
- Oliver Timothy George Cholmondeley, né le 12 octobre 2009[1].
- Iris Marina Aline Cholmondeley, née en mars 2016

## Titres de noblesse
| - marquis de Cholmondeley - comte de Cholmondeley - comte de Rocksavage - vicomte Cholmondeley - vicomte Malpas - baron Cholmondeley of Namptwich - baron Newburgh - baron Newborough |

## Décorations
- Chevalier commandeur de l'ordre royal de Victoria (KCVO)
- Chevalier grand-croix de l'ordre du Mérite de la République italienne‎